# Eli Mattson
Eli Mattson (ur. 4 listopada 1981 w Duluth w stanie Minnesota) – amerykański wokalista i muzyk. Zdobywca drugiego miejsca w popularnym show America’s Got Talent. Od zwycięzcy Neal'a Boyd'a dzieliła go różnica niespełna 0,5% głosów. Jury i publiczność doceniła głęboki i wyrazisty głos wokalisty, oraz niezwykłą charyzmę, z jaką wykonywał utwory między innymi Marca Cohna czy Eltona Johna.

## Życiorys
Eli Mattson większość życia spędził w Door County w stanie Wisconsin. W wieku 5 lat rozpoczął naukę gry na fortepianie. Odkąd ukończył 14 lat występował przed publicznością oraz zaczął tworzyć własne kompozycje. W wieku 17 lat otrzymał stypendium Peninsula Arts Association w Wisconsin, aby umożliwić dalszy rozwój kariery muzycznej. Wraz z zespołem country objechał niemal całe Stany występując na lokalnych imprezach i w pubach. Przed udziałem w Amerykańskiej edycji Mam Talent, Eli przez trzy lata mieszkał w Chicago.
W styczniu 2009 Eli rozpoczął nagrywanie płyty przy współpracy z jednym z oddziałów Sony Records.

## Dyskografia
- 2005: "Eli Mattson - Compilation CD"

Utwory: All I'll Be, Baby Doll, Morning Of, Blue Ocean, Number 7, Baby Lonely, One Time More, Smile, Shadow, Soft As Sin, First Time Flyer, Miss Morgan
- 2002: "Monsters"

Utwory: All I'll Be, Father Please, Baby Doll, Morning Of, Are You There, Blue Ocean, 7, Baby Lonely, One Time More, Smile
- "First Time Flyer Sessions"

Utwory: Shadow, Father Please, First Time Flyer, Miss Morgan
- 2000: "First Three"

Utwory: Baby Doll, Morning of the Night, All I'll Be